# SNCB řada 52

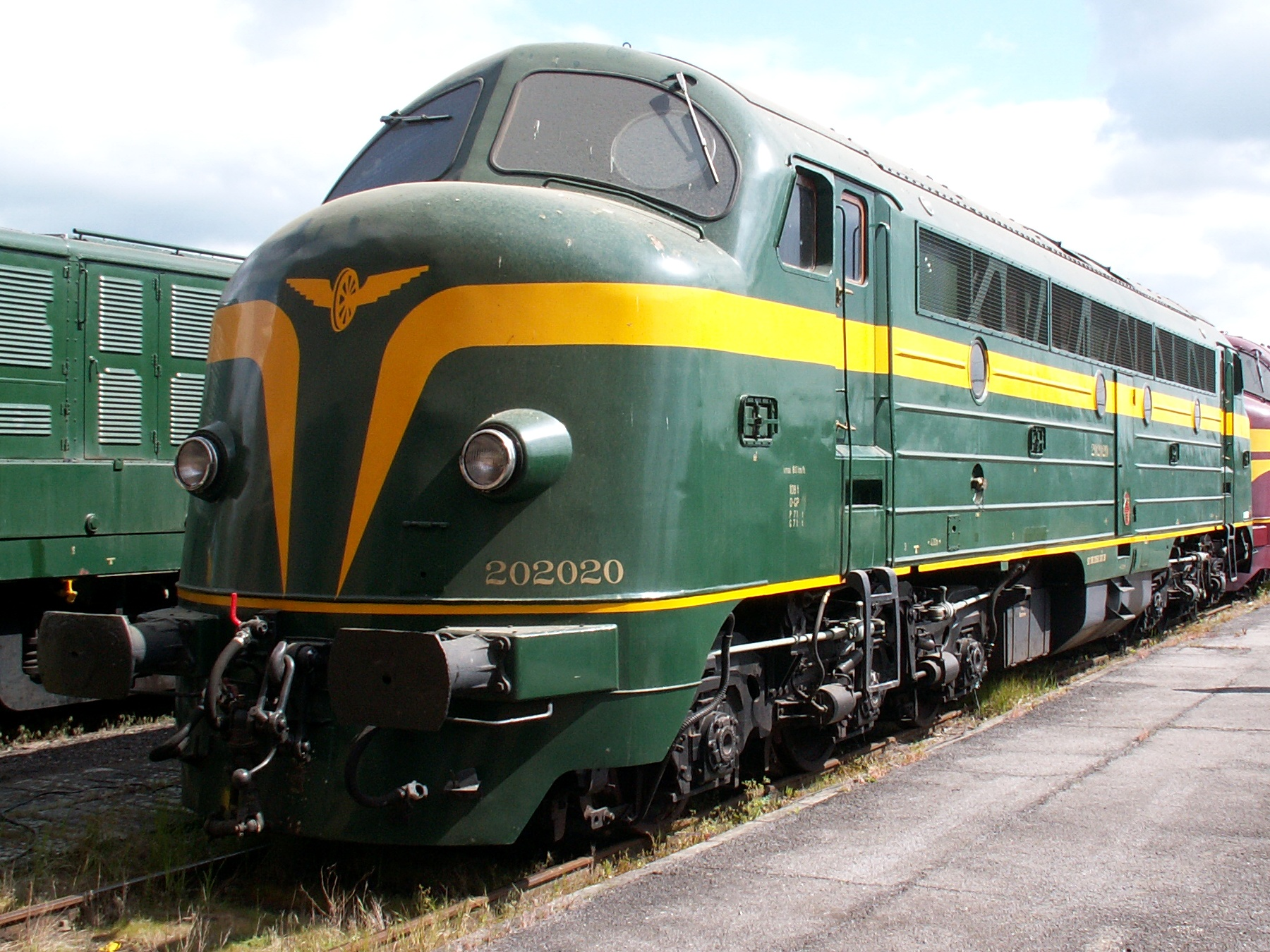
202.020 ex CFL 1602

Belgické státní dráhy SNCB/NMBS objednaly v roce 1954 nové lokomotivy typu NOHAB AA16 v licenci GM. Svojí konstrukcí se přibližovaly norské řadě Di 3. Měly taktéž uspořádání Co’Co’, ale maximální rychlost byla vyšší – 120, resp. 140 km/h. Dodavatelem byla firma Anglo-Franco-Belge (AFB), která obdržela licenci NOHAB. Hnací agregáty dodala firma GM-EMD.
Lokomotivy byly vyrobeny ve třech provedeních:
- řada 202 (od roku 1971 ř. 52) – 18 kusů s vlakovým topením a elektrodynamickou brzdou
- řada 203 (53) – 13 kusů s elektrodynamickou brzdou bez topení
- řada 204 (54) – 8 kusů s vlakovým topením bez EDB s maximální rychlostí 140 km/h pro expresní vlaky do Paříže a Kolína nad Rýnem

Všechny lokomotivy nesly tmavozelený nátěr se žlutými ozdobnými linkami. V 90. letech byly lokomotivy modernizovány. Při této příležitosti dostaly hranaté kabiny podobné řadě 62 a zvukovou izolaci, přišly tak o svůj charakteristický zjev i zvuk.